# Província d'Ifrane
La província d'Ifrane (en àrab إقليم إفران, iqlīm Ifrān; en amazic ⵜⴰⵙⴳⴰ ⵏ ⵉⴼⵔⴰⵏ, tasga n Ifran) és una de les províncies del Marroc, fins 2015 part de la regió de Meknès-Tafilalet i actualment de la de Fes-Meknès. Té una superfície de 3.777 km² i 155.221 habitants censats en 2014. La capital és Ifrane. El nom de la província prové de l'amazic ifran, que vol dir gruta. Al seu territori hi ha el parc nacional d'Ifrane.

## Divisió administrativa
La província d'Ifrane consta de 2 municipis i 8 comunes:
| Nom            | Codi geogràfic | Tipus        | Habitatges | Població | Estrangers | Locals | Notes                                                                                           |
| -------------- | -------------- | ------------ | ---------- | -------- | ---------- | ------ | ----------------------------------------------------------------------------------------------- |
| Azrou          | 271.01.01.     | Municipi     | 11060      | 47540    | 31         | 47509  |                                                                                                 |
| Ifrane         | 271.01.03.     | Municipi     | 2715       | 13074    | 117        | 12957  |                                                                                                 |
| Ain Leuh       | 271.03.01.     | Comuna rural | 2321       | 10174    | 27         | 10147  | 5278 residents viuen al centre, anomenat Ain Leuh; 4896 residents viuen en zones rurals.        |
| Ben Smim       | 271.03.03.     | Comuna rural | 1267       | 6283     | 18         | 6265   |                                                                                                 |
| Oued Ifrane    | 271.03.05.     | Comuna rural | 2150       | 11028    | 0          | 11028  | 2488 residents viuen al centre, anomenat Had Oued Ifrane; 8540 residents viuen en zones rurals. |
| Sidi El Makhfi | 271.03.07.     | Comuna rural | 3124       | 16229    | 3          | 16226  | 2895 residents viuen al centre, anomenat Sidi Addi; 13334 residents viuen en zones rurals.      |
| Tigrigra       | 271.03.09.     | Comuna rural | 2090       | 10849    | 3          | 10846  |                                                                                                 |
| Timahdite      | 271.03.11.     | Comuna rural | 1908       | 10080    | 0          | 10080  | 2507 residents viuen al centre, anomenat Timahdite; 7573 residents viuen en zones rurals.       |
| Dayat Aoua     | 271.81.01.     | Comuna rural | 1542       | 8699     | 2          | 8697   |                                                                                                 |
| Tizguite       | 271.81.03.     | Comuna rural | 1643       | 9424     | 3          | 9421   |                                                                                                 |